# Teatro San Cassiano
El Teatro San Cassiano o Teatro di San Cassiano a Venècia era el primer teatre d'òpera públic quan es va inaugurar el 1637. El teatre pren el seu nom des del barri on estava situat, la parròquia de San Cassiano prop del Rialto. Era un edifici de pedra de la família Tron veneciana. Es considerava públic perquè era dirigit per un impresario, o director general, per al públic en general, que pagava una entrada, i no exclusivament per a nobles.
Durant el segle xvii, Venècia va ser la capital lírica del món. A San Cassiano s'hi van estrenar algunes de les primeres òperes, incloent-ne algunes de Francesco Cavalli (Ormindo i Giasone, entre d'altres), que el va dirigir per algun temps.
El 1807 es van presentar les últimes funcions i el 1812 va ser demolit.